# Thérèse Killens
Marie Thérèse Rollande Killens (née le 29 juin 1927) est une administratrice et ancienne femme politique fédérale du Québec.
Née à Trois-Rivières en Mauricie, Thérèse Killens est membre au conseil exécutif du conseil scolaire de la Commission des écoles catholiques de Montréal de 1973 à 1979.
Elle devient députée du Parti libéral du Canada dans la circonscription de Saint-Michel lorsqu'elle remporta les élections de 1979. Réélue dans Saint-Michel en 1980 et dans Saint-Michel—Ahuntsic en 1984, elle ne se représente pas en 1988, alors que la circonscription est abolie.
Durant sa carrière parlementaire, elle est porte-parole de l'opposition Libérale en matière de Relations extérieures (1984-1985), de Consommation et Corporations (1985-1987) et de Logement (1987-1989) en plus d'être secrétaire parlementaire du ministre d'État affecté aux Mines (1981-1983).